# Hans von Greyerz
Hans von Greyerz (* 5. April 1907 in Saanen; † 8. September 1970 in Bern; heimatberechtigt in Bern) war ein Schweizer Historiker.

## Leben
Der Sohn eines Försters studierte Geschichte, Germanistik, Latein und Pädagogik an der Universität Bern (und 1928 ein Semester an der Universität München) und schloss 1931 mit dem Gymnasiallehrerdiplom ab. Anschliessend war er, zunächst mit Stellvertretungen und ab 1938 mit einer Festanstellung, als Gymnasiallehrer in Bern tätig. 1938 promovierte er bei Richard Feller. 1942 wurde er habilitiert und 1948, als Nachfolger von Feller, zum ordentlichen Professor für Schweizer Geschichte und Neuere Allgemeine Kulturgeschichte an der Universität Bern ernannt. 1956/57 war er Dekan der Philosophisch-historischen Fakultät, 1960/61 Rektor der Universität Bern.
Sein Sohn Kaspar von Greyerz wurde ebenfalls Historiker und Professor.

## Werke (Auswahl)
- Studien zur Kulturgeschichte der Stadt Bern am Ende des Mittelalters. In: Archiv des Historischen Vereins des Kantons Bern. Bd. 35, H. 2 (Juli 1940), S. 177–491. (Dissertation)
- Albert Comment, Hans Huber, Hans von Greyerz: Gutachten über die Vereinigungsurkunde des Jura mit dem Kanton Bern. Lausanne 1948.
- Hans von Greyerz, Peter Dürrenmatt, Walther Allgöwer: Die Idee der Genossenschaft. Lang, Bern 1948.
- Nation und Geschichte im bernischen Denken: Vom Beitrag Berns zum schweizerischen Geschichts- und Nationalbewusstsein. Lang, Bern 1953.
- Die Schweiz zwischen zwei Weltkriegen. Rektoratsrede. Haupt, Bern 1962.
- Der Bundesstaat seit 1848. In: Handbuch der Schweizer Geschichte. Berichthaus, Zürich 1972/77, Bd. 2, S. 1019–1267.